# MG 15
Das MG 15 war zusammen mit dem MG 17 das erste Maschinengewehr der deutschen Luftwaffe nach 1933.

## Geschichte
Es wurde 1932 von der Firma Rheinmetall speziell für den beweglichen Einbau in Kampfflugzeugen (vor allem für Bordschützen in Bombern) entwickelt. Das auf dem Funktionsprinzip des MG 30 basierende MG 15 wurde im Laufe des Zweiten Weltkriegs durch das MG 81 ersetzt, das eine wesentlich höhere Kadenz sowie Gurtzuführung anstelle des 75 Schuss fassenden Doppeltrommelmagazines hatte. Das Problem beider Waffen war die relativ geringe Durchschlagskraft der verwendeten Munition. Bei gut gepanzerten Flugzeugen wie z. B. bei der Il-2 konnten dementsprechend kaum Beschussschäden verursacht werden. Gegenüber modernen, also geschützten, Militärflugzeugen boten Leuchtspurgeschosse als Zielhilfe für den Einsatz von 20-mm-Maschinenkanonen und brandsetzende Geschosse den größten Nutzen.
Später im Krieg wurden die verbleibenden MG 15 mit Schulter- und Zweibein-Vorderstützen für den Infanterie-Einsatz umgerüstet.

## Einsatz in Flugzeugen
Unter anderem eingesetzt in
- Arado Ar 196
- Dornier Do 17
- Dornier Do 18
- Dornier Do 24
- Dornier Do 215
- Dornier Do 217
- Fieseler Storch
- Heinkel He 111
- Heinkel He 115
- Junkers Ju 52/3m
- Junkers Ju 86
- Junkers Ju 87
- Junkers Ju 88
- Messerschmitt Bf 110